# Los Álvarez
Los Álvarez är en ort i Mexiko.   Den ligger i kommunen Pedro Escobedo och delstaten Querétaro Arteaga, i den centrala delen av landet, 160 km nordväst om huvudstaden Mexico City. Los Álvarez ligger 1 911 meter över havet och antalet invånare är 917.
Terrängen runt Los Álvarez är en högslätt. Runt Los Álvarez är det ganska tätbefolkat, med 185 invånare per kvadratkilometer. Närmaste större samhälle är Pedro Escobedo, 5,8 km söder om Los Álvarez. Omgivningarna runt Los Álvarez är en mosaik av jordbruksmark och naturlig växtlighet.